# James Day Hodgson
James Day Hodgson (Dawson (Minnesota), 3 de diciembre de 1915  – Malibu (California) 28 de noviembre de 2012) fue un político estadounidense. Ocupó el cargo de Secretario de Trabajo y el de Embajador de los Estados Unidos en Japón.

## Biografía

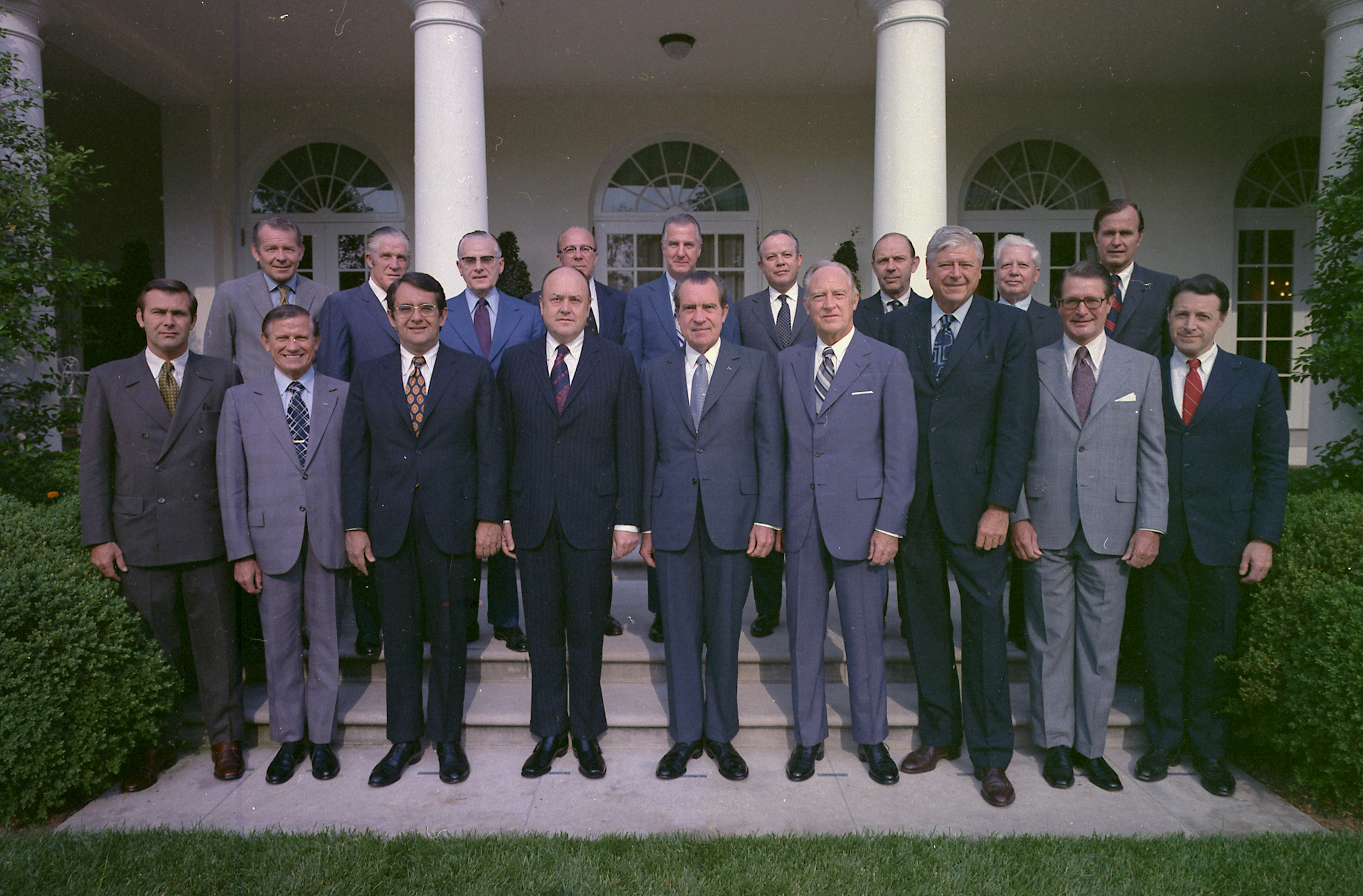
Hodgson en una foto de grupo del gabinete de Nixon el 16 de junio de 1972tercero por la derecha en la fila trasera.

Hodgson era hijo de Fred Arthur Hodgson, un propietario de un aserradero, y su mujer, Casaraha M. (nombre de soltera Day). Se graduó en la Universidad de Minnesota en 1938 donde fue miembro de la fraternidad Phi Sigma Kappa, y completó su graduación en la Universidad de California en Los Ángeles. Se casó con Maria Denend el 24 de agosto de 1943 con el que tuvieron dos hijos, Nancy Ruth Hodgson y Frederick Jesse Hodgson.
Durante la Segunda Guerra Mundial, Hodgson sirvió como oficial en la Armada de los Estados Unidos. Trabajó para la Lockheed durante 25 años. Desde 1970 hasta 1973, Hodgson ejerció la cartera de la Secretaría de Trabajo en el gabinete de Richard Nixon desde 1974 hasta 1977, y el de embajador de los Estados Unidos en Japón bajo el mandato del presidente Gerald Ford.
A principios de 1977, Hodgson fue jefe del Board of the Uranium Mining Company.  Hodgson fue profesor adjunto en Universidad de California en Los Ángeles y del American Enterprise Institute.
Después del falleciemiento del Secretario de TRabajo W. Willard Wirtz el 24 de abril de 2010, Hodgson se convirtió en el miembro de Gabinete estadounidense más longevo. Murió el 28 de niviembre de 2012 en Malibu (California).

## Algunas publicaciones
- "American Senryu", The Japan Times, 1992 (colección de senryū, poemas humorísticos al haiku)
- "Doing Business with the New Japan", 2000 (escritor con Yoshihiro Sano y John L. Graham)